# Kim Mi-kyung
Kim Mi-kyung (hangul: 김미경, hancha: 金美京; ur. 14 października 1963) – południowokoreańska aktorka.

## Filmografia

### Filmy
| Rok  | Tytuł                                          | Rola                          |
| ---- | ---------------------------------------------- | ----------------------------- |
| 1986 | Lee Jang-ho oeingudan (kor. 이장호의 외인구단) |                               |
| 1993 | Bimyeongdosi (kor. 비명도시)                   |                               |
| 2001 | Bomnaleun ganda                                | Nauczycielka                  |
| 2003 | Acacia                                         |                               |
| 2004 | Baram-ui jeonseol                              | Ajumma sprzedająca tteokbokki |
| 2004 | S Diary                                        | matka Yoo-in                  |
| 2007 | Sekretne światło                               | właścicielka butiku           |
| 2007 | Gungnyeo                                       | dama dworu Shim               |
| 2011 | Glove                                          | główna zakonnica              |
| 2011 | Blind                                          | dyrektorka szkoły             |
| 2011 | Ojik geudaeman                                 | siostra Joanna                |
| 2015 | C'est si bon                                   | matka Oh Geun-tae             |

### Telewizja
| Rok  | Tytuł                                                                | Rola                                                   | Stacja telewizyjna |
| ---- | -------------------------------------------------------------------- | ------------------------------------------------------ | ------------------ |
| 1999 | KAIST                                                                | właścicielka kiosku                                    | SBS                |
| 2002 | Daemang (kor. 대망)                                                  | Park Yeo-jin                                           | SBS                |
| 2003 | Sang-doo-ya, haggyo gaja!                                            | nauczycielka Cha Sang-doo                              | KBS2               |
| 2003 | Rosemary                                                             | Jo Mi-sook                                             | KBS2               |
| 2004 | Haetbit ssod-ajida                                                   | Han Jung-do                                            | SBS                |
| 2005 | Drama City: Dokkaebi-ga issda                                        | nauczycielka Kang                                      | KBS2               |
| 2005 | Young-jae's Golden Days                                              | Sung Mi-kyung                                          | MBC                |
| 2006 | Goodbye Solo                                                         | Ahn Hae-young                                          | KBS2               |
| 2006 | Bom-ui waltz                                                         | Kim Bong-hee                                           | KBS2               |
| 2006 | Yeol-ahop sunjeong                                                   | Kim Ok-geum                                            | KBS1               |
| 2006 | Someday                                                              | matka Choi Jae-deok                                    | OCN                |
| 2007 | Nae gyeot-e iss-eo                                                   | matka Lee Yoon-sub                                     | MBC                |
| 2007 | Myeoneuri jeonseongsidae                                             | Oh Sang-sook                                           | KBS2               |
| 2007 | Taewangsasingi                                                       | Bason                                                  | MBC                |
| 2007 | In-soon-ineun yeppeuda                                               | Oh Myung-sook                                          | KBS2               |
| 2008 | Kokkiri                                                              | matka                                                  | MBC                |
| 2008 | Nuguseyo?                                                            | Oh Young-hee                                           | MBC                |
| 2008 | Dalkomhan insaeng                                                    | pani Ri                                                | MBC                |
| 2008 | Taeyang-ui yeoja                                                     | Park Young-sook                                        | KBS2               |
| 2008 | Saranghae, uljima                                                    | Han Young-ok                                           | MBC                |
| 2008 | Mrs. Saigon                                                          |                                                        | KNN                |
| 2009 | Namjaiyagi                                                           | detektyw Kim                                           | KBS2               |
| 2009 | Partner                                                              | matka Jung Jae-ho (cameo odc. 1-3)                     | KBS2               |
| 2009 | Tamra-neun doda                                                      | Choi Jang-nyeo                                         | MBC                |
| 2009 | Da julgeoya                                                          | Choi Yong-shim                                         | KBS2               |
| 2009 | Hero                                                                 | Kim Bok-soon                                           | MBC                |
| 2010 | Bujaeui tansaeng                                                     | matka Park Kang-woo                                    | KBS2               |
| 2010 | Running, Gu                                                          | Eun-mi                                                 | MBC                |
| 2010 | Seonggyun-gwan scandal                                               | pani Jo                                                | KBS2               |
| 2010 | Drama Special: Gajog-ui bimil                                        | Go Yang-hee                                            | KBS2               |
| 2010 | Secret Garden                                                        | Ajumma w restauracji                                   | SBS                |
| 2011 | Drama Special: Hair Show                                             | Park Jung-rae                                          | KBS2               |
| 2011 | dong-an minyeo                                                       | dyrektorka Baek                                        | KBS2               |
| 2011 | Nae sarang nae gyeot-e                                               | Choi Eun-hee                                           | SBS                |
| 2011 | Bitgwa geurimja                                                      | Kim Geum-rye                                           | MBC                |
| 2011 | What's Up                                                            | profesor Yang Soo-jung                                 | MBN                |
| 2012 | Drama Special: Botong-ui yeon-ae                                     | pani Shin                                              | KBS2               |
| 2012 | Golden Time                                                          | matka Lee Min-woo                                      | MBC                |
| 2012 | Sin-ui                                                               | dama dworu Choi                                        | SBS                |
| 2012 | Bogosipda                                                            | Song Mi-jung                                           | MBC                |
| 2013 | 7 geup gongmuwon                                                     | Oh Mak-nae                                             | MBC                |
| 2013 | Jikjang-ui sin                                                       | Kim Sook-ja                                            | KBS2               |
| 2013 | Cheonmyeong: Joseonpan domangja iyagi                                | Seo Jang-geum                                          | KBS2               |
| 2013 | Gyeolhon-ui yeosin                                                   | matka Kim Hyun-woo                                     | SBS                |
| 2013 | Neoui moksoriga deulryeo                                             | Jeon Young-ja/Seon Chae-ok (gościnnie, odc. 12-14, 16) | SBS                |
| 2013 | Słońce Pana                                                          | Joo Sung-ran                                           | SBS                |
| 2013 | Spadkobiercy – Ten, kto chce nosić koronę, musi udźwignąć jej ciężar | Park Hui-nam                                           | SBS                |
| 2014 | Big Man                                                              | Ahn Bong-rim                                           | KBS2               |
| 2014 | Sowon-eul malhaebwa                                                  | Lee Jung-sook                                          | MBC                |
| 2014 | Gwaenchanha, sarang-iya                                              | matka Ji Hae-soo                                       | SBS                |
| 2014 | Ahobsu sonyeon                                                       | Gu Bok-ja                                              | tvN                |
| 2014 | Iron Man                                                             | Gospodyni domowa                                       | KBS2               |
| 2014 | Healer                                                               | Jo Min-ja                                              | KBS2               |
| 2015 | Super Daddy 10                                                       | Hwang Ji-woo                                           | tvN                |
| 2015 | Yong-pal-i                                                           | pielęgniarka chirurgii                                 | SBS                |
| 2015 | Hwaryeohan yuhok                                                     | matka Eun-soo                                          | MBC                |
| 2016 | Znowu Oh Hae Young                                                   | Hwang Deok-yi                                          | tvN                |
| 2016 | Haengbok'eul juneun saram                                            | Park Bok-ae                                            | MBC                |
| 2016 | Ma-eum-ui sori                                                       | matka Jo Seok                                          | KBS2               |
| 2017 | Saimdang, bich-ui ilgi                                               | dyrektorka Seon                                        | SBS                |
| 2017 | Naeseongjeogin boss                                                  | matka Ro-woon                                          | tvN                |
| 2017 | 20segi sonyeonsonyeo                                                 | Kim Mi-kyung                                           | MBC                |
| 2017 | Go back bubu                                                         | Go Eun-sook                                            | KBS2               |
| 2018 | Daegun – sarang-eul geurida                                          | Ahn Jook-san                                           | TV Chosun          |
| 2018 | Gat-i sallaeyo                                                       | Jung Jin-hee                                           | KBS2               |
| 2018 | Bok-soo-ga dolawassda                                                | Lee Jung-sun                                           | SBS                |
| 2019 | Geunyeo-ui sasaenghwal                                               | Go Young-sook                                          | tvN                |
| 2019 | Love Affairs in the Afternoon                                        | Na Ae-ja                                               | Channel A          |
| 2019 | VIP                                                                  | Kye Mi-ok                                              | SBS                |
| 2020 | Hi Bye, Mama!                                                        | Jeon Eun-sook                                          | tvN                |
| 2020 | It's Okay to Not Be Okay                                             | Kang Soon-deok                                         | tvN                |
| 2020 | Uri, saranghaess-eulkka                                              | Choi Hyang-ja                                          | JTBC               |
| 2020 | 18 Again                                                             | Yeo In-ja                                              | JTBC               |
| 2020 | Naega gajang yeppeoss-eulttae                                        | Kim Go-woon                                            | MBC                |
| 2021 | Seonbae, geu lipstick bareuji mayo                                   | matka Lee Jae-shina (cameo)                            | JTBC               |

## Nagrody i nominacje
| Rok  | Ceremonia                | Nagroda                                              | Wynik   |
| ---- | ------------------------ | ---------------------------------------------------- | ------- |
| 1990 | 26. Baeksang Arts Awards | Najlepsza nowa aktorka                               | Wygrana |
| 2013 | SBS Drama Awards         | Special Award, Actress in a Miniseries (Słońce Pana) | Wygrana |